# Interceptor (romanzo)
Interceptor (titolo originale Intercept) è un romanzo del 2010 di Patrick Robinson. Si tratta del secondo romanzo che vede protagonista il comandante Mackenzie Badford, già comparso ne L'attentatore.
Il libro è stato tradotto in tedesco e italiano.

## Trama
Afghanistan 2004. Un reparto di SEAL arresta due pericolosi comandanti di Al Quaeda in uno sperduto villaggio tra le montagne, sotto la guida del capitano di corvetta Mackenzie Badford. I due afgani vengono inviati a Guantanamo.
Cinque anni dopo i due afghani, che nel frattempo vengono raggiunti da due palestinesi (ex di Hamas poi unitisi ad Al Quaeda e catturati dai SEAL in Iraq), sono ancora detenuti. Ma Al Quaeda, a corto di comandanti, decide di liberarli assoldando uno studio legale americano per intentare un'azione legale. Un giudice decide di accogliere l'istanza, non perché i detenuti siano innocenti, ma per "detenzione illegale". I quattro, tornati in Afghanistan, decidono di pianificare un attentato ai danni di una scuola ebreo-americana frequentata da molti ragazzi di famiglie benestanti (prendendo a modello l'azione dei ribelli ceceni a Beslan del 2002).
I servizi segreti americani conoscono la pericolosità dei quattro terroristi ma non possono dar loro la caccia in seguito alla sentenza del giudice, pertanto decidono di affidare l'incarico ad un sicario con un passato militare. La scelta ricade proprio sull'uomo che li aveva catturati cinque anni prima: Badford. Un anno prima il capitano di corvetta era stato processato da una corte marziale e, pur dichiarato non colpevole, era stato costretto ad un sofferto congedo dalla Marina. Badford rifiuta di agire come un sicario e pone le sue condizioni, cioè il reintegro nei SEAL. I suoi mandanti accettano e lo promuovono al grado di capitano di fregata, purché porti a termine l'incarico senza coinvolgere il governo americano.
Tra Regno Unito, Stati Uniti e l'Afghanistan, è combattuta una guerra spietata, che coinvolge terroristi, il SEAL Badford, il Mossad israeliano ed il SAS britannico. Una lotta in cui i ruoli di cacciatore e preda s'invertiranno spesso.

## Edizioni
- (EN) Patrick Robinson, Intercept, 1ª ed., New York, Vanguard Press, 11 maggio 2010, ISBN 9781593155841.
- Patrick Robinson, Interceptor, traduzione di Paolo Valpolini, Milano, Longanesi, 2011, ISBN 9788830431799.
- (DE) Patrick Robinson, Lauschangriff, traduzione di Karl-Heinz Hebnet, Monaco di Baviera, Heyne Verlag, agosto 2012, ISBN 9783453266681.
- Patrick Robinson, Interceptor, traduzione di Paolo Valpolini, Teadue, Milano, TEA, 2012, ISBN 9788850229215.
- Patrick Robinson, Interceptor, traduzione di Paolo Valpolini, Roma, GEDI Gruppo Editoriale S.p.A., 2019.